# Villa Hermosa, Durango
Villahermosa (olika betydelser) är en ort i Mexiko.   Den ligger i kommunen Nuevo Ideal och delstaten Durango, i den centrala delen av landet, 900 km nordväst om huvudstaden Mexico City. Villahermosa (olika betydelser) ligger 2 037 meter över havet och antalet invånare är 510.
Terrängen runt Villahermosa (olika betydelser) är kuperad åt sydväst, men åt nordost är den platt. Runt Villahermosa (olika betydelser) är det glesbefolkat, med 9 invånare per kvadratkilometer. Närmaste större samhälle är Nuevo Ideal, 6,2 km nordost om Villahermosa (olika betydelser). Omgivningarna runt Villahermosa (olika betydelser) är i huvudsak ett öppet busklandskap.